# Polygala rivularis
Polygala rivularis är en jungfrulinsväxtart som beskrevs av Gürke. Polygala rivularis ingår i släktet jungfrulinssläktet, och familjen jungfrulinsväxter. Inga underarter finns listade i Catalogue of Life.